# Wroniawy (województwo łódzkie)
Wroniawy – wieś w Polsce położona w województwie łódzkim, w powiecie sieradzkim, w gminie Goszczanów.
| SIMC    | Nazwa               | Rodzaj    |
| ------- | ------------------- | --------- |
| 0703865 | Borek Goszczanowski | część wsi |

W latach 1975–1998 miejscowość należała administracyjnie do województwa sieradzkiego.

## Urodzeni w Wroniawach
- Teodor Glotz – polski samorządowiec związany z zaborem rosyjskim, prezydent Włocławka (1858–1862), burmistrz Kowala (1855–1858), burmistrz Sieradza (1846–1852), burmistrz Szadka (1842–1846)[4].